# Astghadzor
Astghadzor (en arménien Աստղաձոր ; anciennement Kats ou Katsik, puis jusqu'en 1935 Alighrkh) est une communauté rurale du marz de Gegharkunik, en Arménie. Elle compte 4 037 habitants en 2008.